# موسى هارون
موسى هارون لاعب كرة قدم قطري .
كانت بداياته مع النادي العربي و أعاره العربي إلى نادي الشمال و انتقل إلى نادي أم صلال في عام 2011 و انتقل الريان في عام 2012 و انتقل إلى نادي قطر في عام 2019 .
مثل منتخب قطر في 8 مباريات .

## روابط خارجية
- موسى هارون على موقع الاتحاد الدولي (مؤرشف)  (الإنجليزية)
- موسى هارون على موقع قاعدة بيانات كرة القدم.إي يو (الإنجليزية)
- موسى هارون على موقع ناشيونال فوتبول تيمز (الإنجليزية)
- موسى هارون على موقع كووورة